# پی۳۰۰ (علوم اعصاب)

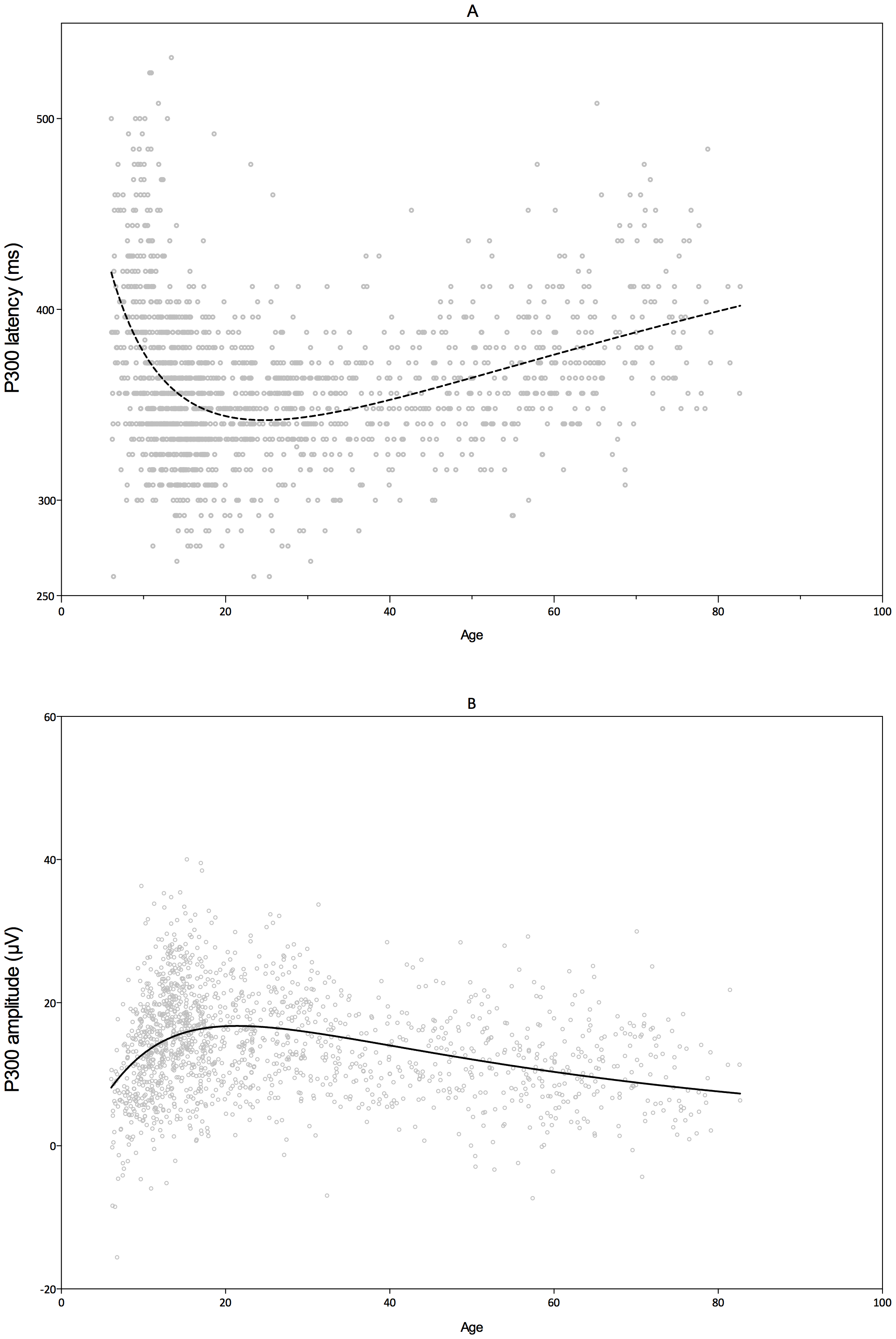
مسیرهای تأخیر و دامنه P300 در طول طول عمر به عنوان مجموعه داده‌های مقطع به دست آمده. نقاط نشانگر امتیازات از شرکت کنندگان است. از توسعه P300 در سراسر طول زندگی: یک مرور سیستماتیک و متاآنالیز. تأخیر و دامنه پاسخ P300 ممکن است به عنوان تابعی از سن متفاوت باشد.

موج (P300 (P3 یک پتانسیل وابسته به رویداد (ERP) است که در فرایند تصمیم‌گیری استخراج می‌شود. این یک پتانسیل درونزا محسوب می‌شود، زیرا وقوع آن به خصوصیات جسمی یک محرک پیوند نمی‌زند، بلکه به واکنش فرد نسبت به آن پیوند می‌زند. به‌طور خاص، تصور می‌شود که P300 فرایندهای درگیر در ارزیابی یا طبقه‌بندی محرک را منعکس می‌کند. معمولاً با استفاده از الگوی عجیب و غریب، که در آن موارد هدف کم احتمال با موارد غیر هدف (یا "استاندارد") با احتمال زیاد مخلوط می‌شوند، استخراج می‌شوند.
هنگامی که این سیگنال توسط الکتروانسفالوگرافی (EEG) ضبط می‌شود، به عنوان یک تأخیر مثبت در ولتاژ با تأخیر (تأخیر بین محرک و پاسخ) تقریباً ۲۵۰ تا ۵۰۰ سطح را نشان می‌دهد. این سیگنال به‌طور معمول با الکترودهایی که لوب جفتی را پوشش می‌دهند، اندازه‌گیری می شود. وقوع، بزرگی، توپوگرافی و زمان‌بندی این سیگنال اغلب به عنوان معیارهای عملکرد شناختی در فرایندهای تصمیم‌گیری مورد استفاده قرار می‌گیرد. در حالی که بسترهای عصبی این مؤلفه ERP همچنان مضر هستند، تکرارپذیری و میزان فراوانی این سیگنال، آن را به یک انتخاب رایج برای تست‌های روانشناختی در کلینیک و آزمایشگاه تبدیل می‌کند.

## تاریخچه
مشاهده‌های اولیه P300 (بطور خاص مولفه ای که بعداً آن راp3b نام می‌برد) در اواسط دهه ۱۹۶۰گزارش شد. در سال ۱۹۶۴ محققان چپمن و Bragdon دریافتندکه پاسخERP به محرک‌های بصری بسته به اینکه محرک‌ها بود معنا دارند یا خیر متفاوت است. آنها به افراد دو نوع محرک بصری نشان دادند: اعداد و چشمک‌های نور. افراد در آزمون این محرک‌ها را یک بار و به صورت متوالی مشاهده کردند. برای هردو عدد افراد به تصمیم‌گیری‌های ساده نیاز داشتند از جمله اینکه بگویند کدامیک ازاین دوعدد از نظر عددی کوچکتر یابزرگتر بود که در ترتیب دنباله اول یا دوم آمدند یا اینکه آبا آنها برابر بودند. هنگام بررسی پتانسیل‌های برانگیخته به این محرک (یعنی ERPs), چپمن و Bragdon دریافتند که هم اعداد و هم فلش‌ها پاسخ‌های حسی مورد انتظار را ایجاد می‌کنند (مثلاً مولفه‌های بصری N1) و دامنه این پاسخ هابا شدت تحریک متفاوت بود. آنها همچنین دریافتند که پاسخ‌های ERP به اعداد (نه پاسخ‌های به فلش نور) حاوی مقدار مثبت بزرگی است که این پاسخ تفاضلی به اعدادکه به عنوان پاسخ P300 شناخته می‌شوند ناشی از این واقعیت است اعداد برای شرکت کنندگان بر اساس وظیفه ای که از آنها خواسته شده بود انجام دهند معنی داشتند.
در سال ۱۹۶۵، Sutton و همکارانش نتایج حاصل از دو آزمایش را منتشر کردند که در ادامه به بررسی مثبت بودن اخیر می‌پردازد. آنها موضوعاتی را با نشانه ای ارائه می‌دادند که نشان می‌داد محرک زیر یک کلیک یا فلاش یا نشانه ای است که افراد را مجبور می‌کند حدس بزنند که آیا محرک زیر یک کلیک یا فلاش است. آنها دریافتند که وقتی افراد باید حدس بزنند محرک زیر چیست، دامنه «مجموعه مثبت اخیر» بزرگتر از زمانی است که آنها می‌دانستند که این محرک چیست. در یک آزمایش دوم، آنها دو نوع نشانه ارائه دادند. برای یک نشانه ۲ در ۳ احتمال وجود دارد که محرک زیر یک کلیک و ۱ در ۳ شانس باشد که محرک زیر یک فلش باشد. نشانه دوم احتمالاتی داشت که برعکس اولی بود. آنها دریافتند که دامنه مجموعه مثبت در پاسخ به محرکهای با احتمال کمتر، بزرگتر است، یا مواردی که فقط ۱ در ۳ فرصت ظهور داشت. یافته مهم دیگر این مطالعات این است که این مجموعه مثبت اواخر برای هر دو کلیک و چشمک زدن مشاهده شده‌است، نشان می‌دهد که نوع فیزیکی محرک (شنوایی یا تصویری) اهمیتی ندارد.
در مطالعات بعدی که در سال ۱۹۶۷ منتشر شد، ساتون و همکارانش حدس می‌زدند که آیا آنها با یک کلیک یا دو کلیک می‌شنوند.آنهابعد از اینکه کلیک دوم رخ داد یا ممکن است اتفاق بیفتد دولاره در حدود۳۰۰ میلی ثانیه مثبت مشاهده می‌کنند در صورت وجود یک کلیک. آنها همچنین سوژه‌هایی را حدس زده بودند که فاصله بین کلیک‌ها چه مدت می‌تواند باشد و در این حالت، دیر مثبت بودن ۳۰۰ میلی ثانیه پس از کلیک دوم رخ داده‌است. این دو یافته مهم را نشان می‌دهد: اول اینکه، این مثبت بودن دیر هنگام اتفاق می‌افتد که عدم قطعیت در مورد نوع کلیک برطرف می‌شود، و دوم اینکه، حتی عدم وجود یک محرک باعث ایجاد مجموعه مثبت اواخر می‌شود، در صورتی که گفنه می‌شود این محرک مربوط به کار است. این مطالعات اولیه استفاده از روش‌های ERP را برای مطالعه شناخت ترغیب می‌کند و پایه و اساس کار گسترده‌ای را در مورد P300 در دهه‌های بعد ایجاد می‌کند.

## P3a و P3b
از زمان کشف p300 تحقیقات نشان داده‌اند که p300 دارای دو مولفه فرعی است. اجزا فرعی p3 یا p3a وp300کلاسیک است که از آن زمان به p3b تغییر نام داده‌است.
P3a یا تازگی P3، دامنه ای مثبت در حال پیشروی دارد که حداکثر دامنه را در محل‌های الکترود فرونتال / مرکزی نشان می‌دهد و تأخیر پیک در محدوده ۲۸۰–۲۵۰ میلی ثانیه دارد. P3a با فعالیتهای مغزی مربوط به درگیر شدن توجه (خصوصاً جهت‌گیری، تغییر غیرارادی به تغییرات در محیط) و پردازش تازگی همراه بوده‌است.
P3b دارای دامنه مثبت (معمولاً نسبت به یک مرجع در پشت گوش یا میانگین دو مورد از این مراجع) است که در حدود ۳۰۰ میلی ثانیه پیک می‌زند و پیک بسته به نوع در تأخیر از ۲۵۰ تا ۵۰۰ میلی ثانیه یا بیشتر متغیر است. دامنه‌ها به‌طور معمول بالاترین سطح پوست سر در مناطق ناقل مغزی هستند. P3b ابزاری برجسته و مورد استفاده در مطالعه فرایندهای شناختی، به ویژه تحقیقات روانشناسی در پردازش اطلاعات است. به‌طور کلی، رویدادهای غیرممکن باعث ایجاد P3b می‌شوند و هرچه این رویداد با احتمال کمتر باشد دامنه P3b بزرگتر خواهد شد. اما، برای استخراج P3b، رویداد غیرممکن باید به نوعی با کار مورد نظر مرتبط باشد (برای مثال، رویداد غیرممکن می‌تواند یک نامه هدف نادر در یک جریان از حروف باشد، که ممکن است یک موضوع با یک پاسخ دکمه را فشار دهید). P3b همچنین می‌تواند برای اندازه‌گیری میزان تقاضای یک کار بر روی حجم کار شناختی مورد استفاده قرار گیرد.

## کاربردها
از اواسط دهه ۱۹۸۰، یکی ازبحث برانگیزترین کاربردهای ERP مانند P300 مربوط به دروغ سنجی است. در یک «آزمون دانش گناهکار» پیشنهادی یک موضوع از طریق الگو عجیب و غریب مورد بازجویی قرار می‌گیرد همان‌طور که در یک وضعیت معمولی برای کشف دروغ وجود دارد. این شیوه اخیراً از افزایش اجازه قانونی برخوردار شده‌است  در حالی که چاپ نگاری معمولی، تا حدودی به دلیل جنبه‌های ناخودآگاه و غیرقابل کنترل P300 استفاده از آن را کاهش می‌دهد. این تکنیک به استخراج قابل تکرار از موج P300 متکی است، که ایده اصلی برای یک پاسخ حافظه و رمزگذاری پاسخ الکتروانسفالوگرافی چند وجهی مربوط به رمزگذاری (MERMER) است که توسط دکتر لارنس فارول تهیه شده‌است.
برنامه‌های کاربردی در رابط مغز و کامپیوتر (BCI) نیز پیشنهاد شده‌است. P300 دارای چندین کیفیت مطلوب است که به اجرای چنین سیستمهایی کمک می‌کند. اول، شکل موج به‌طور مداوم قابل تشخیص است و در پاسخ به محرک‌های دقیق استخراج می‌شود. شکل موج P300 همچنین تقریباً در همه افراد با تغییر کمی در تکنیک‌های اندازه‌گیری ایجاد شود، که ممکن است به ساده‌سازی طرح‌های رابط کمک کند و قابلیت استفاده بیشتر را فراهم کند. سرعتی که یک رابط در آن قادر به کار است بستگی به میزان قابل تشخیص بودن سیگنال با وجود «نویز» دارد. یکی از خصوصیات منفی P300 این است که دامنه شکل موج برای جداسازی سیگنال به میانگین چندین ثبت نیاز دارد. این و سایر مراحل پردازش پس از ثبت سرعت کلی یک رابط را تعیین می‌کنند. الگوریتم پیشنهادی توسط فارول و دانچین نمونه ای از یک BCI ساده را ارائه می‌دهد که به فرایندهای تصمیم‌گیری ناخودآگاه P300 برای راه اندازی یک کامپیوتر متکی است. شبکه ای از پارامترهای ۶ * ۶ به موضوع ارائه می‌شود و ستون‌ها یا ردیف‌های مختلفی برجسته می‌شوند. هنگامی که یک ستون یا سطر دارای پارامتری است که یک شخص می‌خواهد ارتباط برقرار کند، پاسخ P300 استخراج می‌شود (از آنجا که این پارامتر «ویژه» است، آن محرک مورد نظر است که در نمونه معمولی عجیب و غریب توصیف شده‌است). ترکیب ردیف و ستون که پاسخ را برانگیخته است، پارامتر مورد نظر را پیدا می‌کند. برای پاک کردن نویز از EEG باید تعدادی از چنین آزمایش‌هایی به‌طور متوسط انجام شود. سرعت برجسته سازی تعداد پارامترهای پردازش شده در دقیقه را تعیین می‌کند. نتایج حاصل از مطالعات با استفاده از این تنظیم نشان می‌دهد که افراد عادی می‌توانند ۹۵٪ موفقیت را در ۳٫۴–۴٫۳ کاراکتر در دقیقه بدست آورند. این میزان موفقیت فقط به کاربران غیر معلول محدود نمی‌شود. یک مطالعه انجام شده در سال ۲۰۰۰ نشان داد که ۴ شرکت کننده فلج (یک نفر فلج کامل، سه نفر فلج ناقص) با موفقیت ۱۰ شرکت کننده عادی انجام دادند.
تحقیقات علمی غالباً به اندازه‌گیری P300 برای بررسی پتانسیل‌های مربوط به رویداد، به خصوص با توجه به تصمیم‌گیری، متکی است. از آنجا که نقص شناختی غالباً با تغییرات در P300 ارتباط دارد، از شکل موج می‌توان به عنوان معیاری برای اثربخشی درمانهای مختلف بر عملکرد شناختی استفاده کرد. بعضی‌ها دقیقاً به همین دلایل استفاده از آن را به عنوان یک نشانگر بالینی پیشنهاد کرده‌اند. طیف گسترده‌ای از کاربردهای P300 در تحقیقات بالینی وجود دارد.